# Liste der Naturdenkmale in Unnau
Die Liste der Naturdenkmale in Unnau nennt die im Gemeindegebiet von Unnau ausgewiesenen Naturdenkmale (Stand 13. Juni 2024).

## Naturdenkmale
| Nr.         | Bezeichnung                                    | Lage                                               | Beschreibung                   | Bild                                    |
| ----------- | ---------------------------------------------- | -------------------------------------------------- | ------------------------------ | --------------------------------------- |
| ND-7143-388 | Zwei Stieleichen am Schullandheim              | Unnau, östlich des Ortes bei Brunnenstraße 16 Lage | Quercus robur, zwei Bäume      | Direkt Bild zu diesem Denkmal hochladen |
| ND-7143-389 | Traubeneiche am Friedhof                       | Unnau, Brunnenstraße, am Friedhof Lage             | Quercus petraea                | Direkt Bild zu diesem Denkmal hochladen |
| ND-7143-391 | Zwei Linden an der Schule                      | Unnau, Erbacher Straße, bei Nr. 9 und 11 Lage      | Tilia platyphyllos, zwei Bäume | Direkt Bild zu diesem Denkmal hochladen |
| ND-7143-396 | Alte Esche am Rande der Stangenroder Viehweide | Stangenrod, östlich des Ortes; Flur Ziest Lage     | Fraxinus excelsior             | Direkt Bild zu diesem Denkmal hochladen |

## Ehemalige Naturdenkmale
| Nr. | Bezeichnung                                         | Lage                                          | Beschreibung                                        | Bild                                    |
| --- | --------------------------------------------------- | --------------------------------------------- | --------------------------------------------------- | --------------------------------------- |
|     | Stieleiche an der Ecke Brunnenstraße/Kornhahnstraße | Unnau, Ecke Brunnenstraße/Kornhahnstraße Lage | Quercus robur; Rechtsverordnung vor 2009 aufgehoben | Direkt Bild zu diesem Denkmal hochladen |
|     | Linde am Anwesen In der Gasse 2                     | Unnau, In der Gasse, bei Nr. 2 Lage           | Tilia cordata; Rechtsverordnung vor 2009 aufgehoben | Direkt Bild zu diesem Denkmal hochladen |